# Art Agnos
Arthur « Art » Christ Agnos, né le 1er septembre 1938 à Springfield (Massachusetts), est un homme politique américain membre du parti démocrate, maire de San Francisco entre 1988 et 1992.
Il est arrivé à San Francisco en 1966, et a été blessé par arme à feu en 1973 par des militants noirs.